# Gringley on the Hill
Gringley on the Hill est une paroisse civile et un village du Nottinghamshire, en Angleterre.